# استیون گرین (بازیکن فوتبال)
استیون گرین (انگلیسی: Etienne Green؛ زادهٔ ۱۹ ژوئیهٔ ۲۰۰۰) بازیکن فوتبال اهل انگلستان است.
وی همچنین در تیم ملی فوتبال زیر ۲۱ سال انگلستان بازی کرده‌است.